# Журавенківське заповідне урочище
Жураве́нківське — заповідне урочище в Україні. Розташоване в межах Букачівської селищної громади Івано-Франківського району Івано-Франківської області, на південний схід від села Журавеньки.
Площа 21,4 га. Статус надано згідно з рішенням облвиконкому від 17.05.1983 року № 166. Перебуває у віданні Козарівської сільської ради.
Статус надано з метою збереження природного водно-болотного комплексу лівобережної стариці Дністра. Переважають високотравні угруповання очерету, рогозу вузьколистого та лепешняка великого. Виявлена найбільша в Україні популяція реліктової папороті — сальвінії плаваючої. Також зростають: цикута отруйна, латаття біле і глечики жовті. Місце гніздування диких птахів, зокрема журавель сірий.